# Toyohara Chikayoshi
Toyohara Chikayoshi es el nombre artístico de Suzuki Sato, activa entre las décadas de 1870 y 1880) fue una artista de ukiyo-e en el periodo Meiji.

## Biografía
Discípula de Toyohara Kunichika, su verdadero nombre era Suzuki Sato y tomó el apellido Toyohara del de su maestro, algo habitual en la época. Es conocida especialmente por sus xilografías con escenas de la vida cotidiana (fuzokuga), imágenes infantiles y de juguetes tradicionales (omocha-e) y retratos de actores al estilo de la escuela Utagawa.

## Obra
- "Santuario Meisho Oji Inari de la Ilustración de Tokio". Colección nishiki-e de gran tamaño de la Biblioteca Metropolitana de Tokio, trabajo conjunto con Kunichika.[4]
- "Actuación de danza para una audiencia imperial". Xilografía japonesa nishiki-e (tríptico). Tokio, Japón, 1879. Colección Pasamar-Onila, Museo de Zaragoza.[3][5]
- "Los actores Nakamura Nakazō, Ichikawa Sadanji, Ichikawa Danjūrō, Onoe Kikugorō y Nakamura Sōjūrō como Ōboshi Yuranosuke (en la obra Kanadehon Chūshingura)" xilografía 1878. Colección Lavenberg de grabados japoneses.[6]